# Katedra Świętego Stefana w Székesfehérvárze
Katedra Świętego Stefana w Székesfehérvárze (węg Szent István-székesegyház) – świątynia została zbudowana w stylu barokowym w latach 1758–1771 w miejscu starszego gotyckiego kościoła parafialnego. 
Architektem był Martin Grabner . Fasada dwuwieżowa. W zachodnich wieżach zachowały się gotyckie okna. Prezbiterium i ołtarz główny zaprojektował austriacki architekt Franz Anton Hillebrand, a na sklepieniu znajdują się malowidła Johana Cimbala z Wiednia . W krypcie umieszczono wyrzeźbione w czerwonym marmurze grobowce króla Béli III (zmarłego 1196) i jego żony, Agnieszki z Chatillon.